# Molibdat
U hemiji molibdat je jedinjenje koje sadrži oksoanjon sa molibdenom u njegovom najvišem oksidacionom stanju od 6. Molibden može da formira veoma veliki opseg takvih oksoanjona koji mogu da budu diskretne strukture ili polimerne produžene strukture, mada je ovaj drugi oblik prisutan samo u čvrstom stanju. Veći oksoanjoni su članovi grupe jedinjenja zvanih polioksometalati, i pošto oni sadrže samo jedan tip metalnih atoma često se nazivaju izopolimetalatima. Diskretni molibdenski oksoanjoni pokrivaju opseg veličina od najjednostavnijeg MoO42−, prusutnog u kalijum molibdatu do ekstremno velikih struktura prisutnih u izopoli-molibdenskom plavom koje sadrži na primer Mo atoma. Svojstva molibdena su različita od drugih elementa šeste grupe. Hrom formira samo hromate, CrO42−, Cr2O72−, Cr3O102− i Cr4O132− jone koji su svi bazirani na tetrahedralnom hromu. Volfram je sličan molibdenu i formira mnoštvo volframata koji sadrže 6 koordinatni wolfram.

## Primeri molibdatnih anjona
Primeri molibdatnih oksoanjona su:
- diskretni MoO42−, u e.g. Na2MoO4 i mineralu povelit, CaMoO4;

- diskretni Mo2O72− u tetrabutilamonijum soli i polimerni Mo2O72− u amonijum soli;[3]

- polimerni Mo3O102− u etilendiaminskoj soli;[4]

- polimerni Mo4O132− u kalcijumskoj soli;[5]

- polimerni Mo5O162− u anilinijumskoj, (C6H5NH3)+ soli;[6]

- diskretni Mo6O192−(heksa-molibdat) u tetrametulamonjiumskoj soli;[7]

- diskretni Mo7O246− u amonijum molibdatu, (NH4)6Mo7O24.4H2O;[8]

- Mo8O264− u trimetilamonijum soli.[1]

Imenovanje molibdata generalno sledi konvenciju prefiksa koji pokazuje broj prisutnih atoma Mo. Na primer, dimolibdat za 2 atoma molibdena; trimolibdat za 3 atoma molibdena, etc.. U nekim slučajevima se oksidaciono stanje dodaje kao sufiks, kao u pentamolibdat(VI). Heptamolibdatni jon, Mo7O24 6−, se često naziva "paramolibdat".